# Pfarrkirche Kirchberg am Wagram

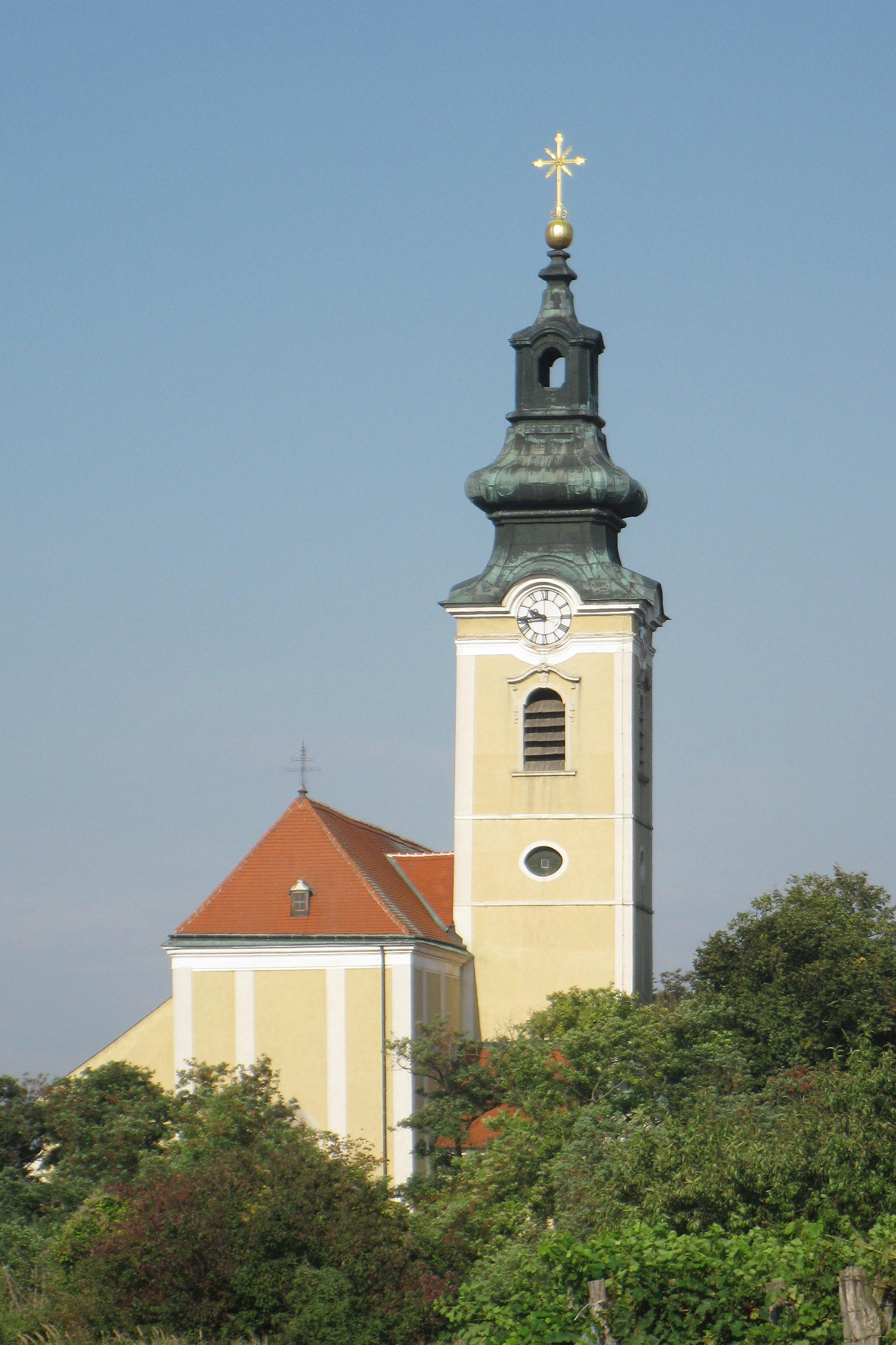
Kath. Pfarrkirche hl. Stephan in Kirchberg am Wagram

Die römisch-katholische Pfarrkirche Kirchberg am Wagram (auch Wallfahrtskirche Maria Trost) im niederösterreichischen Bezirk Tulln ist auf den hl. Stephan geweiht. Kirchberg gehört zum Dekanat Hadersdorf im Vikariat Unter dem Manhartsberg der Erzdiözese Wien. Die gotische Pseudobasilika aus der zweiten Hälfte des 14. Jahrhunderts, der im 18. Jahrhundert umfassend barockisiert und in den Jahren 1959/60 restauriert wurde, erhebt sich weithin sichtbar auf einer natürlichen Befestigung, dem sogenannten Kirchberg, südöstlich des Marktplatzes. Die Kirche steht unter Denkmalschutz.

## Geschichte
Die Pfarre von Kirchberg ist urkundlich aus dem Jahr 1147 belegt.  Die Kirche wurde 1726 neu geweiht und war bis 1803 dem Domkapitel Passau inkorporiert. Heute gehört sie zur Erzdiözese Wien.
Wallfahrten

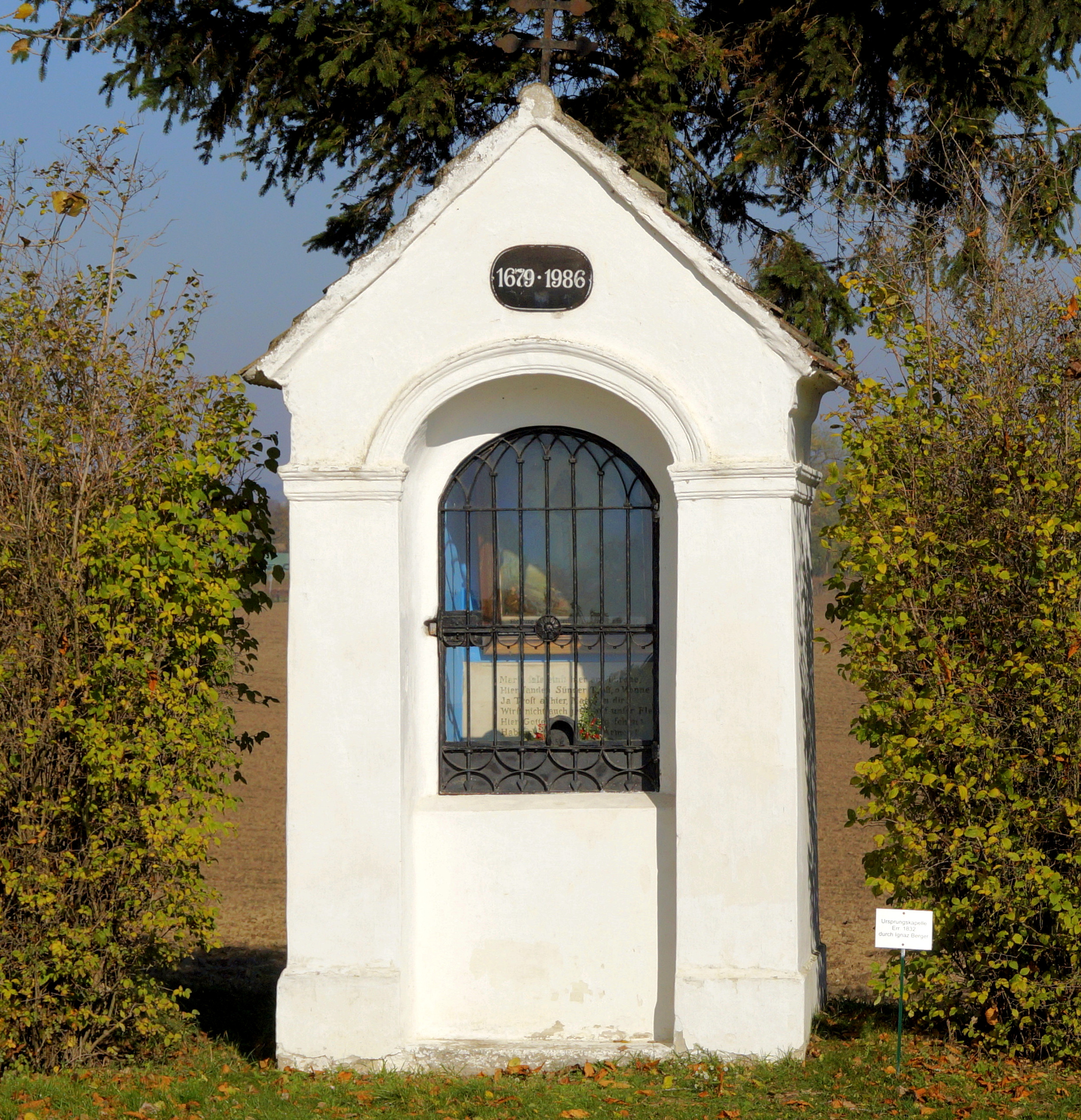
Die Ursprungskapelle

Anlässlich der Geburt seines Sohnes stiftete der Kaufmann Christoph Beer im Jahr 1679 eine Madonnenstatue an der Stelle zwischen Kirchberg und Mitterstockstall, wo heute die sogenannte Ursprungskapelle steht. Der Bauer Lorenz Höck errichtete später zum Dank für seine Genesung von einer schweren Krankheit eine Kapelle um diese Statue, welche im Laufe der Zeit zu einer Maria-Trost-Kirche vergrößert und zu einem beliebten Wallfahrtsziel wurde. 1787, im Zuge der josephinischen Reformen, wurde diese Kirche abgerissen. Teile der Einrichtung, die Marienstatue sowie die Steinsäule wurden in die Pfarrkirche St. Stephan verbracht. Trotz der josephinischen Beschränkungen wurde 1823 wieder von Prozessionen zur Madonnenstatue berichtet. St. Stephan hatte damit die Funktion als Wallfahrtskirche übernommen.
Der Kirchberger Kaufmann Ignaz Berger (1787–1870) ließ 1832 an der Stelle der abgerissenen Kirche zunächst ein Kreuz errichten. Dieses wurde später ummauert und wird heute als Ursprungskapelle bezeichnet. Die Kapelle wird häufig in Pfarr- und Dekanatsveranstaltungen mit einbezogen.

## Außenbau

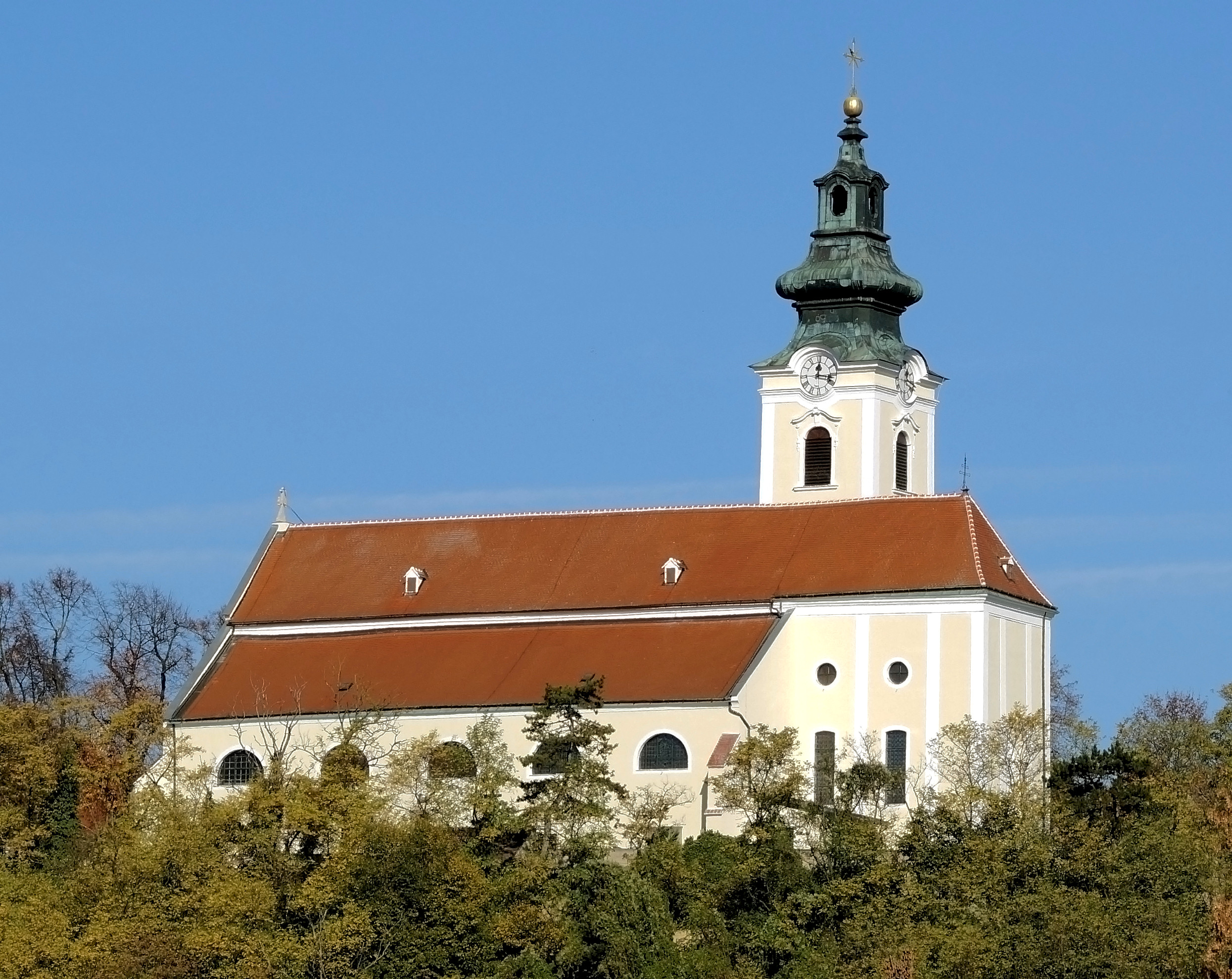
Pfarrkirche hl. Stephan

Das Langhaus mit leicht erhöhtem Mittelschiff, Eckstrebepfeilern und Lunettenfenstern stammt in seiner heutigen Form aus der ersten Hälfte des 18. Jahrhunderts. Westseitig liegt eine barocke Vorhalle vor einem hochgotischen Portal aus der zweiten Hälfte des 14. Jahrhunderts, mit spitzbogig profilierter Laibung. Der rechteckige, lisenengegliederte Chor mit hohen Segmentbogenfenstern und einem 1956 freigelegten, vermauerten Maßwerkfenster ist gleich hoch wie das Mittelschiff und nur wenig schmäler. Der im Kern mittelalterliche Nordostturm mit quadratischem Grundriss wurde im 14. Jahrhundert errichtet. Er hat an der Nordseite kleine, gotische Spitzbogenfenster. In den beiden oberen Zonen wurde er barockisiert und ist mit ovalen Luken sowie mit rundbogig abgesetzten Schallfenstern mit geschweiften Verdachungen versehen. Bekrönt wird der Turm von einem 1755 angefertigten Zwiebelhelm, der 1929 restauriert wurde. Der nordöstliche Treppenturm mit kleinen Dreipassfenstern aus dem 14. Jahrhundert hat einen barocken Glockenhelm. Im Giebelfeld der nördlichen Vorhalle mit Korbbogenportal ist ein Stuckmedaillon der Mariazeller Gnadenmadonna zu sehen. Zu den weiteren Merkmalen des Außenbaus zählt der Grabstein des Pfarrers Ignaz Schweiger († 1835).

## Innenraum
Das Langhaus hat drei Schiffe und vier Jochen. Im hohen Mittelschiff befinden sich queroblonge Joche. Bei der Barockisierung von 1726 wurde eine Neuwölbung durch eine Stichkappentonne zwischen kräftigen Gurtbögen sowie eine Umgestaltung der gotischen Pfeiler durch allseits vorgelegte Pilaster mit ionischen Kapitellen und Kämpfern vorgenommen. Zu den Seitenschiffen führen flachbogige Pfeilerarkaden. Darüber liegen Blendoratorien mit Segmentbogenöffnungen und Balustraden. Die Seitenschiffe verfügen über längsoblonge, kreuzgratgewölbte Jochen zwischen Gurten, die im Osten jeweils um ein rechteckiges Kapellenjoch mit rundbogigem Durchgang zum Chor verlängert sind. Die dreiteilige, flachbogige Orgelempore ist im Bereich des Mittelschiffs stichkappenunterwölbt und an den Seiten kreuzgratgewölbt. Der leicht erhöhte und eingezogene Chor mit abgerundetem Schluss ist dem Langhaus entsprechend gewölbt und gegliedert und verfügt über Oratorien mit Segmentbogenöffnungen. Die Sakristei im Norden hat eine Flachdecke, während die Südsakristei kreuzgratgewölbt ist.
Die Dekorationsmalereien in Langhaus und Chor wurden von Josef Klenkhart in den Jahren 1906 und 1910 angefertigt. Die Glasmalereien Herz Jesu, Schmerzensmutter, barmherziger Samariter, Jesus mit Krieger sowie Christus und Magdalena sind mit 1919 bezeichnet; ein Bildnis der heiligen Cäcilia stammt aus dem Jahr 1888.

## Einrichtung

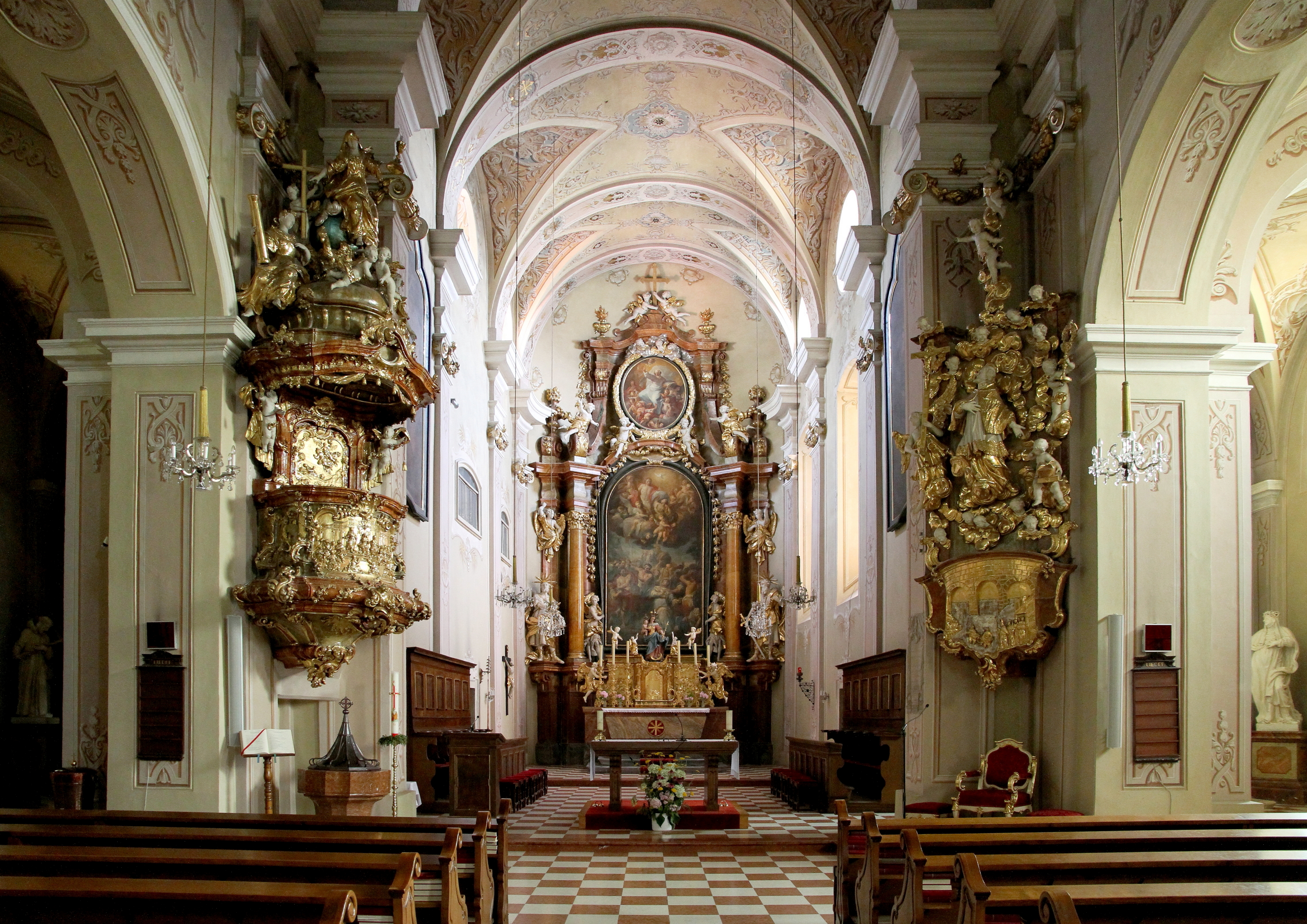
Innenansicht der Pfarrkirche St. Stephan Richtung Chor.

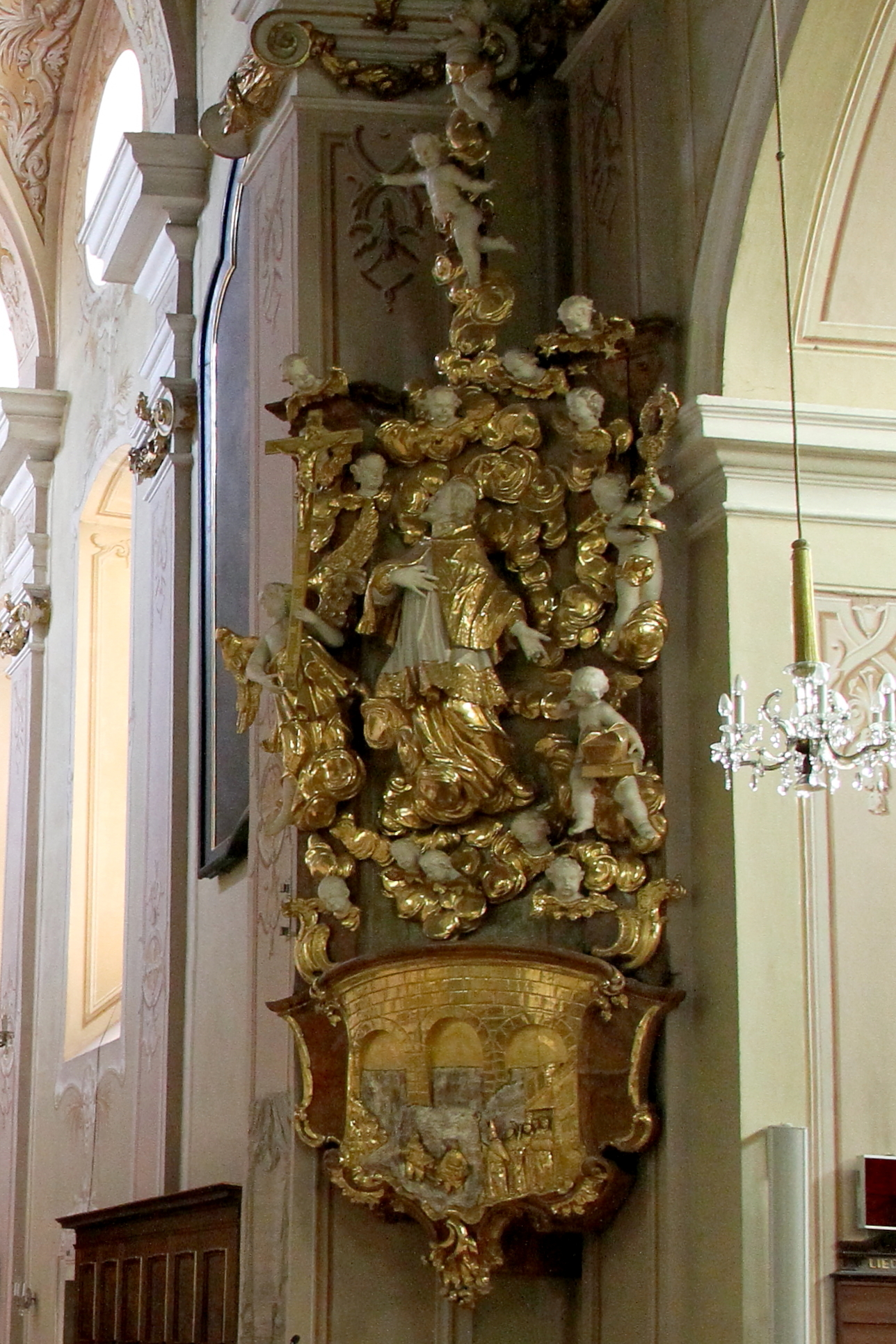
Die barocke Blindkanzel mit einem Johannes-Nepomuk-Relief von Diego Carlone.

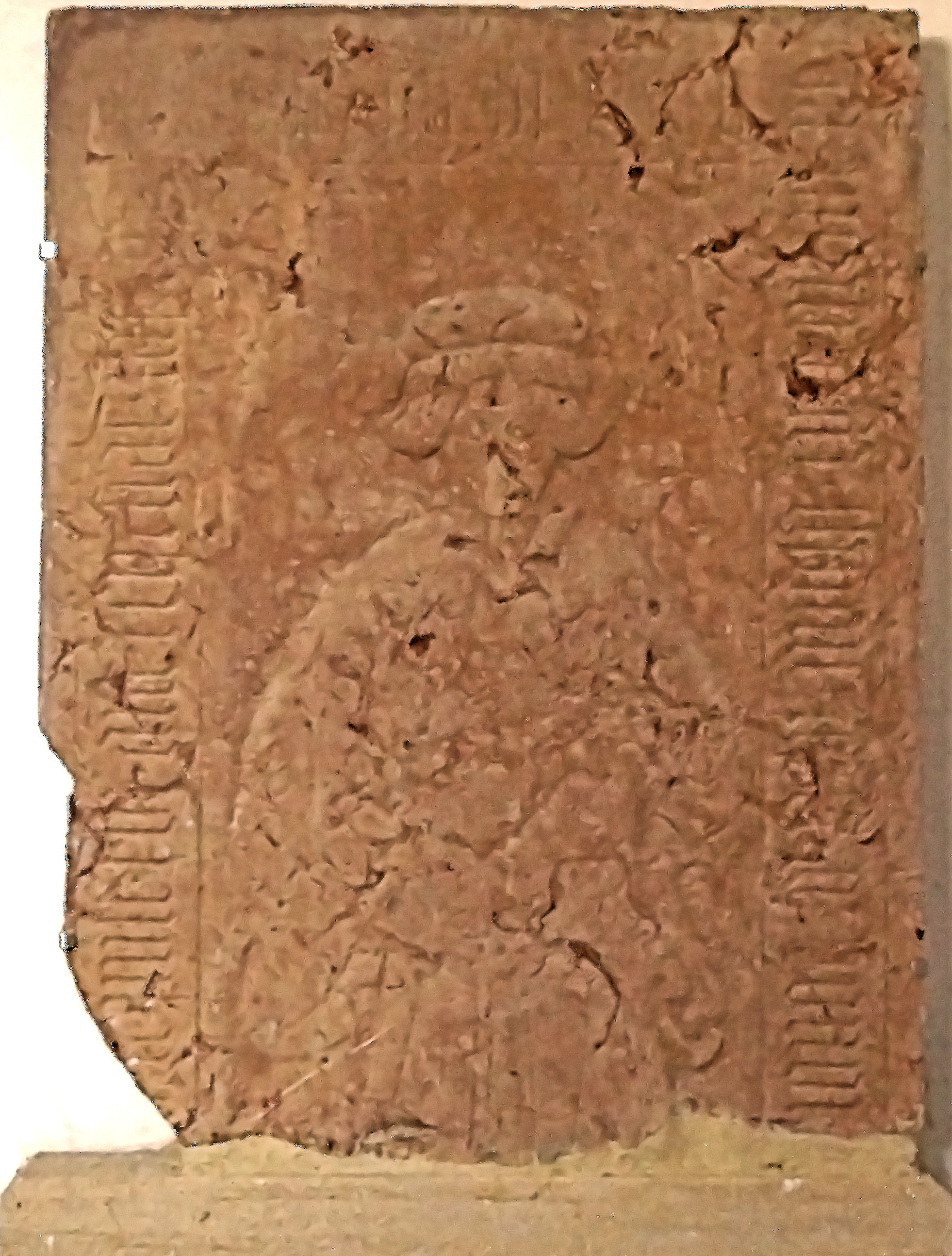
Marmorgrabstein des Pfarrers Hans Hippelsdorfer († 1405)

Der barocke Hochaltar mit Säulenaufbau aus Stuckmarmor und Volutenaufsatz verfügt über ein Altarblatt Steinigung des hl. Stephanus, bezeichnet mit C. I. Carlone von 1712, ein ovales Oberbild Gottvater umgeben von Engeln und Seitenfiguren der Heiligen Petrus und Paulus. Ein barocker Tabernakel mit seitlichen Engelsfiguren auf der Mensa wird von Putti bekrönt. Hinter dem Tabernakel steht eine laut Urkunde 1674 gespendete Gnadenstatue Maria auf der Säule aus der 1783 aufgehobenen Wallfahrtskapelle Mitterstockstall. In der Nordkapelle befindet sich ein 1756 renovierter Seitenaltar mit barockem Säulenaufbau und barocken Seitenfiguren der Heiligen Franz von Assisi und Clara, der anstelle des ursprünglichen Altarblattes ein Herz-Jesu-Bildnis von Wilhelm Ruß aus dem Jahr 1912 trägt. Der Seitenaltar der Südkapelle ist durch einen barocken Altaraufbau aus Stuckmarmor gekennzeichnet. In der Mittelnische steht die Kopie einer gotischen Madonnenfigur aus der Zeit um 1420, deren Original im Wiener Diözesanmuseum verwahrt wird. Seitenfiguren stellen die Heiligen Dominikus und Katharina von Siena dar. Zwei einander entsprechende barocke Wandaltäre sind an den beiden Seitenschiffwänden im Osten angebracht. Das linke Altarblatt Maria Immaculata ist mit Martin Johann Schmidt 1771 bezeichnet und wird von Seitenfiguren der Heiligen Katharina und Barbara begleitet. Das rechte Altarblatt stellt die Heilige Rosalia dar, ist mit Johann Georg Schmidt, 1725 bezeichnet und hat Seitenfiguren der heiligen Brüder Cosmas und Damian sowie einen Stipesschrein mit einer Liegefigur der heiligen Rosalia. Im Westen der südlichen Seitenschiffwand befindet sich ein weiterer, spätbarocker Seitenaltar mit Volutenaufsatz, Altarblatt der Heiligen Familie aus der Zeit um 1771 und wahrscheinlich aus der Schule Paul Troger sowie Seitenfiguren der Heiligen Joachim und Anna.
Aus der Mitte des 18. Jahrhunderts stammt die spätbarocke Kanzel, mit reichem Schnitzdekor, Reliefs Pfingstwunder und Daniel in der Löwengrube, Figuren Glaube, Hoffnung, Liebe auf dem Schalldeckel sowie Allegorien von Kirche und Synagoge. Eine spätbarocke Blindkanzel ist mit Reliefs des Heiligen Johannes Nepomuk verziert. Die Orgel von Ignaz Gatto stammt aus dem Jahr 1781. Auf die zweite Hälfte des 18. Jahrhunderts gehen Figuren der Heiligen Leopold und Karl Borromäus zurück. Zur weiteren Ausstattung zählen ein Kruzifix aus der ersten Hälfte des 18. Jahrhunderts, ein Relief Taufe Christi aus der Mitte des 18. Jahrhunderts in Rokokorahmen, zwei ehemalige Altarblätter auf Leinwand mit Abbildungen der Heiligen Wendelin und Florian, bezeichnet Martin Johann Schmidt, 1771, zwei Bilder der Heiligen Antonius von Padua und Aloysius aus der ersten Hälfte des 19. Jahrhunderts, Kreuzwegbilder aus der zweiten Hälfte des 18. Jahrhunderts, barocke Taufsteine mit Muschelbecken aus der ersten Hälfte des 18. Jahrhunderts in der Vorhalle, ein Taufstein aus Rotmarmor in gotischen Formen mit Kupferdeckel aus dem 20. Jahrhundert, ein barockes Chorgestühl aus der ersten Hälfte des 18. Jahrhunderts und Rokoko-Sakristeischränke aus der Mitte des 18. Jahrhunderts.
Des Weiteren verfügt die Kirche über mehrere Grabsteine und Grabplatten: im nördlichen Seitenschiff die Grabplatte des Pfarrers Ulrich und seiner Eltern Gerung und Eteolda mit Ritzmedaillons des Verstorbenen und Lamm Gottes und gotischer Minuskelinschrift; in der westlichen Vorhalle der Marmorgrabstein des Pfarrers Hans Hippelsdorfer († 1405) mit Relief und gotischer Minuskelinschrift; Grabplatten von Clara Beer († 1710), Justus Pfall († 1702) und Bartholomäus Zaller († 1715).

## Orgel
Die Orgel aus 1781 mit 20 Registern stammt von Ignaz Gatto dem Älteren.

## Glocken
Das Geläute der Kirche besteht aus vier Glocken, wovon die älteste Glocke von Josef Scheichel (Glockengießerei Scheichel) im Jahre 1782 gegossene wurde. Sie ist 282 kg schwer mit einem Durchmesser von 75 cm. Die anderen Glocken stammen aus dem Jahre 1949 von der Glockengießerei Pfundner.